# Dzong Tashichoe

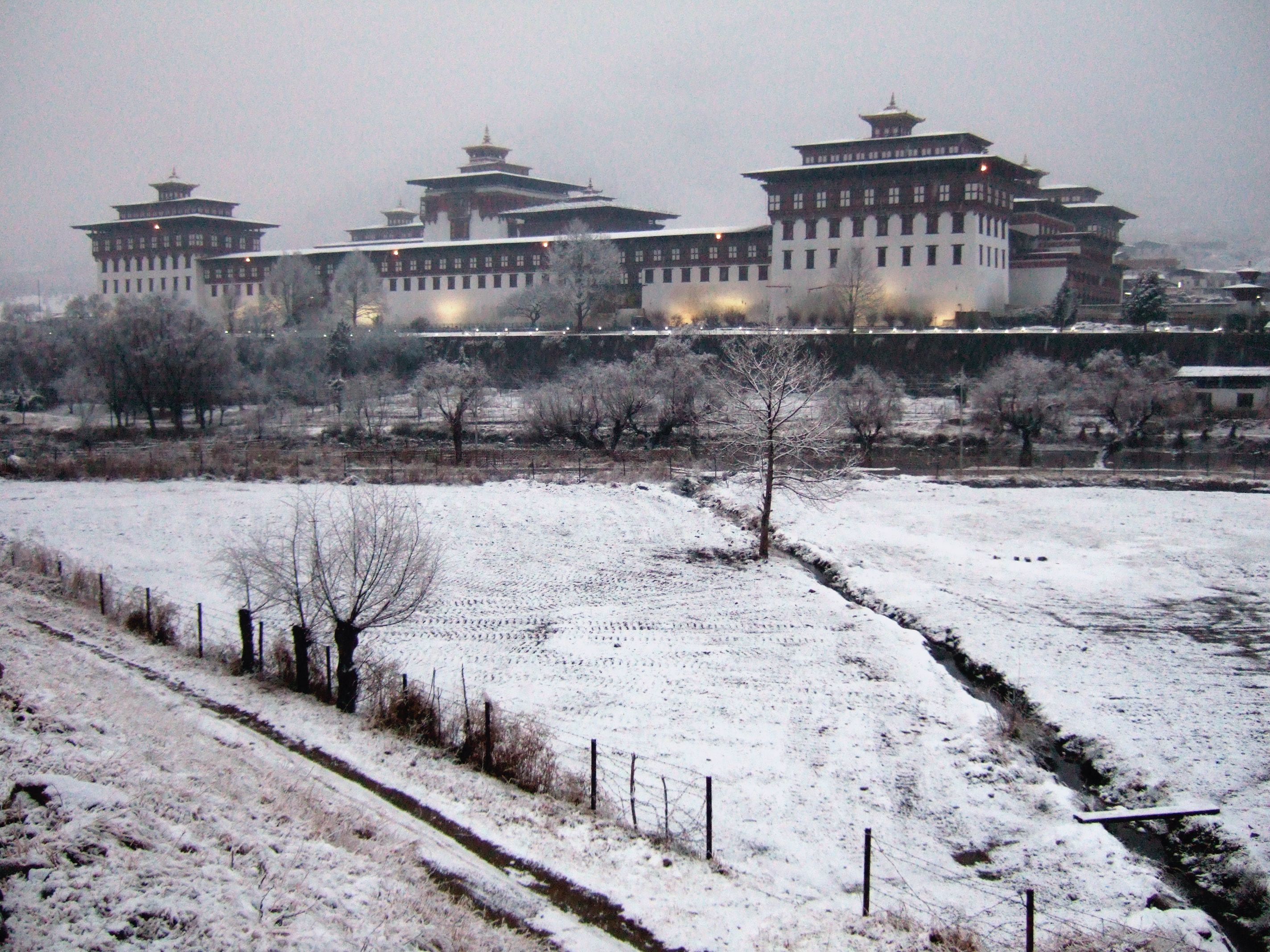
Vista en invierno.

El dzong Tashichoe es un monasterio budista y una fortificación en el extremo norte de la ciudad de Timbu, Bután. 
Sede tradicional de la Dharma Raja y capital de verano del país, se encuentra ubicado en la orilla occidental del río Timpu, afluente en el curso alto del río Raidāk. 
Su nombre significa Fortaleza de la gloriosa religión.
Ha sido la sede de gobierno de Bután desde 1952 y actualmente alberga la sala del trono y las oficinas del rey, la Secretaría y los ministerios del Interior y de Economía. Otros departamentos gubernamentales están alojados en edificios cercanos.
Durante los meses de verano es la residencia del Je Khenpo y del Cuerpo Monástico Central.

## Historia
Fue construido por el primer Dharma Raja, quien también fundó la secta Drukpa Lho del budismo, que se ha mantenido la secta distintiva de Bután. La transliteración correcta del nombre vernáculo Bhrashis-chhos-rdzong, significa" la fortaleza de la auspiciosa doctrina.

La estructura principal del edificio blanca y de dos pisos con torres de tres pisos en cada una de las cuatro esquinas que están rematadas por techos de oro tres niveles. También presenta una gran torre central o utse.
El dzong Thimphu original (el Dho-Ngyen Dzong, o Piedra Azul Dzong) se construyó en 1216 por el Dalai Gyalwa Lhanangpa. Poco después, lo adquirió el Dalai Phajo Drukgom Shigpo, el primer representante del linaje Drukpa Kagyu en Bután.
En 1641 Shabdrung Ngawang Namgyal lo adquirió de los descendientes del Dalai Phajo, pero pronto resultó demasiado pequeño y se construyó otro, conocido como el Dzong menor de la administración, quedando el anterior para los monjes. El dzong original fue destruido por un incendio en 1771 y todo lo que contenía fue trasladado al inferior, que fue ampliado a continuación, de nuevo por el Druk Desi XIII (1744-1763), y de nuevo en 1866. Se vio afectado por el terremoto de 1897 y fue reconstruido en 1902. El III rey, Jigme Dorji Wangchuck, lo renovó y amplió más de cinco años después del traslado de la capital a Timbu en 1952, siguiendo el estilo tradicional sin usar clavos ni planos escritos.

## Monumentos cercanos
Al oeste del dzong existe una pequeña torre llamada Ney Khang Lhakhang que alberga una estatua del Buda Shakyamuni y las deidades protectoras.